# Aero Shake
O Aero Shake é um novo recurso criado para o Windows 7. Ele é uma ferramenta útil para quem usa o computador com multitarefas. Quando você está com várias janelas abertas, basta você "sacudir" a janela que você está usando e todas as outras são minimizadas, poupando tempo e trabalho. E, simplesmente, basta você sacudir novamente e todas as janelas são restauradas.
Requisitos
O Aero Shake está disponível somente para o sistema Windows 7 (Home Premium, Professional e Ultimate).
- Para Habilitar este recurso, é necessário que o Windows Aero esteja ativado.
- O computador necessita ter uma placa de vídeo (externa ou integrada) com pelo menos 64MB de memória gráfica, DirectX 9 e Shader 2.0